# Ла-Фронтера (Куенка)
Ла-Фронтера (ісп. La Frontera) — муніципалітет в Іспанії, у складі автономної спільноти Кастилія-Ла-Манча, у провінції Куенка. Населення — 185 осіб (2010).
Муніципалітет розташований на відстані близько 130 км на схід від Мадрида, 36 км на північ від Куенки.

## Демографія
Динаміка населення (INE ):